# Rivea wightiana
Rivea wightiana är en vindeväxtart som beskrevs av Robert Reid Mill. Rivea wightiana ingår i släktet Rivea och familjen vindeväxter. Inga underarter finns listade i Catalogue of Life.